# Hasso Hofmann
Hasso Heiner Hermann Hofmann (* 4. August 1934 in Würzburg; † 21. Januar 2021 in Würzburg) war ein deutscher Rechtsphilosoph und Verfassungsjurist.

## Leben
Hofmann wuchs im mittelfränkischen Ansbach auf. Er betrieb juristische und philosophische Studien in Heidelberg, München und Erlangen unter anderem bei Karl Löwith, Hans-Georg Gadamer, Wolfgang Kunkel und Ernst Forsthoff.
Bei Alfred Voigt in Erlangen wurde er mit einer Arbeit über Carl Schmitt promoviert, die Anfang der sechziger Jahre zum ersten Mal den Versuch machte, die Arbeiten Carl Schmitts entwicklungsgeschichtlich zu deuten, wobei der Legitimitätsbegriff Hofmann als (auch philosophisch anschlussfähige) Leitkategorie diente. In mancherlei Hinsicht nahm er damit Gedanken wieder auf, die sein Lehrer Karl Löwith im Exil erstmals formuliert hatte.
Nach erstem und zweitem Staatsexamen habilitierte sich Hofmann 1970 ebenfalls an der Juristischen Fakultät der Universität Erlangen mit einer Studie zur Wort- und Begriffsgeschichte der „Repräsentation“. Von Mai 1976 bis zu seiner Berufung an die Humboldt-Universität zu Berlin 1992 lehrte Hofmann in Würzburg. 1989/1990 war er Fellow am Berliner Wissenschaftskolleg. Für kurze Zeit war er Vize-Präsident der Humboldt-Universität. Hofmann war Mitglied der Vereinigung für Verfassungsgeschichte.
Einer breiteren juristischen Öffentlichkeit wurde er bekannt, als er in den achtziger Jahren die verfassungsrechtliche Dimension der Atomenergie beschrieb (Rechtsfragen der atomaren Entsorgung).
Hofmann war verheiratet und lebte in Berlin und Würzburg.

## Ehrungen und Auszeichnungen
- Ordentliches Mitglied der Berlin-Brandenburgischen Akademie der Wissenschaften
- 1992: Wahl zum ordentlichen Mitglied der Bayerischen Akademie der Wissenschaften (seit 1993 korrespondierendes Mitglied)
- Ehrendoktor der Juristischen Fakultät der Johann Wolfgang Goethe-Universität Frankfurt am Main
- Ehrendoktor der Juristischen Fakultät der Universität Athen[4][5]
- 2009: Verdienstorden der Bundesrepublik Deutschland (Verdienstkreuz 1. Klasse)

## Veröffentlichungen (Auswahl)
- Legitimität gegen Legalität. Der Weg der politischen Philosophie Carl Schmitts. Luchterhand, Neuwied 1964; 5. Auflage: Duncker & Humblot, Berlin 2011, ISBN 978-3-428-10386-7.
- Repräsentation. Studien zur Wort- und Begriffsgeschichte von der Antike bis ins 19. Jahrhundert (= Schriften zur Verfassungsgeschichte. Band 22). Duncker & Humblot, Berlin 1974; 4. Auflage 2003, ISBN 3-428-11244-X.
- Legitimität und Rechtsgeltung. Verfassungstheoretische Bemerkungen zu einem Problem der Staatslehre und der Rechtsphilosophie. Duncker & Humblot, Berlin 1977, ISBN 3-428-03911-4.
- Rechtsfragen der atomaren Entsorgung. Klett-Cotta, Stuttgart 1981, ISBN 3-12-971810-9.
- Recht – Politik – Verfassung. Studien zur Geschichte der politischen Philosophie. Metzner, Frankfurt am Main 1986, ISBN 3-7875-5337-1 (Aufsatzsammlung).
- Verfassungsrechtliche Perspektiven. Aufsätze aus den Jahren 1980–1994. Mohr, Tübingen 1995, ISBN 3-16-146365-X.
- Einführung in die Rechts- und Staatsphilosophie. Wissenschaftliche Buchgesellschaft, Darmstadt 2000; 5. Auflage 2011, ISBN 978-3-534-24305-1.
- Recht und Kultur. Drei Reden (= Wissenschaftliche Abhandlungen und Reden zur Philosophie, Politik und Geistesgeschichte. Band 55). Duncker & Humblot, Berlin 2009, ISBN 978-3-428-13203-4.
- Rechtsphilosophie nach 1945. Zur Geistesgeschichte der Bundesrepublik Deutschland. Duncker & Humblot, Berlin 2012, ISBN 978-3-428-13803-6.